# Malice@Doll
『Malice@Doll』は、2001年にリリースされた日本のOVA。発売元はノアドローム。アニメーションは3DCGで構成されている。

## あらすじ
人間がいなくなり、マシナリーと呼ばれる機械たちだけが残った世界。ある日、マシナリーの一種・ドールであるマリス＠ドールの体に異変が起きた。その異変は、まるでマシナリーの主である、生身の人間のような姿になるものだった。
そして、それは、彼女達のいる快楽の園に危機を及ぼす者であった。

## 登場人物
マリス＠ドール
声：山田ゆき恵
本作の主人公。ドールであるときのマリスは、ピンクの髪をしている。
ヘザー＠ドール
声：島涼香
ドリス＠ドール
声：夏樹リオ
オッドアイのドール。
エルザ@ドール
声：柚木涼香
フレディ･リッカー
声：近藤隆
マシナリーの一体で、舐めるように清掃する。
チックソルダー
声：ヤスヒロ
メリザ＠パイパー
配管のメンテナンスを行う女性型マシナリー。口の部分が細長い管状になっており、笛のような音でコミュニケーションをとる。デヴォと二度目の邂逅の際、彼に破壊されるが、マリスの口づけを受け、その場にあったパイプと融合した。
ジョー＠アドミン
声：中村大樹
管理者。
デヴォ＠ルーコサイト
声：大友龍三郎
大型マシナリー。元々は異物排除の仕事についていたが、故障が発生し、他のマシナリーに牙をむくようになった。
トッド
リペアラー（修理係）。

## 用語
ドール
神々（人間）を慰める者。（いわゆるセクサロイド）

## サブタイトル
1. Hard Flesh
2. Oral Infection
3. Perverted Organism

## スタッフ
- 監督：元永慶太郎
- 原案：小中千昭
- 脚本：小中千昭
- プロデュース：公野勉、山崎成人、竹本克明
- クリーチャーデザイン：森木靖泰
- コンセプト・デザイン：森木靖泰
- キャラクターデザイン：西岡忍
- 音楽：Y-Project
- 音響監督：本田保則
- CG制作：ビジュアルサイエンス研究所
- 製作：藤村哲哉、吉田尚剛、ギャガ・コミュニケーションズ、創映新社
- 発売：創映新社
- 販売：アット・エンタテインメント